# 北翔大学短期大学部
北翔大学短期大学部（ほくしょうだいがくたんきだいがくぶ、英語: Hokusho College）は、北海道江別市文京台23に本部を置く日本の私立大学。1939年創立、1963年大学設置。

## 概観

### 大学全体
- 北海道江別市に所在する日本の私立短期大学で、設置主体は学校法人北翔大学[1]。
- 学校法人浅井学園により1963年に北海道女子短期大学として開学[2]。かつては、最多で 5 学科を擁し 1 学年定員が950人と大規模だった時期もあったが[3]、とりわけ2000年代以降は規模縮小が目立ち始め、現在は1 学科体制となっている。近年、共学となった。

### 教育および研究
- 北翔大学短期大学部にあるライフデザイン学科は、旧来の服飾美術学科・保健体育学科・経営情報学科を統合・再編して創られた学科である故に、「服飾美術」・「スポーツ科学」・「ビジネス」などの系統科目群が用意されている。その中から学生自らが任意に科目を選択していくシステムとなっている。

### 学風および特色
- 北翔大学短期大学部は、浅井淑子により設立された北海道ドレスメーカー女学院が発端となっており、開学より服飾教育が執り行われている。そのため、旧来の服飾美術学科以来からのファッションショーが行われている。
- 幼少年体育振興協会による「幼児体育指導者資格」認定校となっており、これは道内で初めてのことである。

## 沿革
- 1939年
  - 9月 浅井淑子により北海ドレスメーカー女学園が創設される[4]。
- 1963年
  - 1月21日 左記を以て文部省[注 5]より短期大学の設置が認可される[注釈 1]。同時に学校法人浅井学園も設置が認可される[6]。
  - 4月1日 北海道女子短期大学'として以下の学科体制にて開学する[注釈 1]。校地を北海道ドレスメーカー女学院隣接地とする。
    - 被服科 入学定員80名[7]

  - 5月1日 学生数[8]/定員
    - 被服科 118[注釈 2]/80
- 1965年
  - 4月1日 被服科を服飾美術科に改称[注釈 3]。入学定員は旧学科[10]の据え置き[11]。
- 1966年
  - 4月1日 札幌市[注釈 3]より江別市へ移転し、以下の学科を増設する[注釈 4]。
    - 工芸美術科 入学定員100名[注釈 5]
    - 体育科 入学定員100名[注釈 5]

  - 同 服飾美術科の入学定員を80[14]→200[注釈 5]に増員[注釈 4]
  - 5月1日 学生数[15]/定員
    - 服飾美術科 403[注釈 2]/280
    - 体育科 90[注釈 2]/100
    - 工芸美術科 103[注釈 2]/100
- 1967年
  - 1月18日 専攻科の設置が認可され、以下の専攻課程を置く[16][17]。
    - 服飾美術専攻 入学定員30名
- 1968年
  - 4月1日 専攻科に以下の専攻課程を置く[18]。
    - 工芸美術専攻 入学定員10名

  - 同 服飾美術科を服飾美術コースと家庭科コースに分ける。
- 1969年
  - 4月1日 以下の学科を増設する[注 6]。
    - 初等教育学科 入学定員50名[注 7]

  - 同 専攻科に以下の専攻課程を置く[21][22]。
    - 体育専攻 入学定員10名
- 1970年
  - 4月1日 体育科を保健体育科に改称[23]。さらに、体育コースと養護教諭コースに分ける。
  - 5月1日 学生数[24]/定員
    - 服飾美術科 284[注釈 2]/400
    - 保健体育科 135[注釈 2]/200
    - 工芸美術科 83[注釈 2]/100
    - 初等教育学科 82[注釈 2]/100
- 1980年
  - 4月1日 専攻科に以下の専攻課程を置く[25]。
    - 初等教育専攻 入学定員20名

  - 同 専攻科の体育専攻を保健体育専攻に改称[注 8]。
- 1986年
  - 4月1日 一部の学科について以下の通り入学定員増を行う[注 9]。
    - 服飾美術科 200[注釈 6]→300[注釈 7]
    - 工芸美術科 50[注釈 6]→100[注釈 7]
    - 保健体育科 150[注釈 6]→300[注釈 7]

  - 5月1日 学生数[32]/定員
    - 服飾美術科 644[注釈 2]/500
    - 保健体育科 578[注釈 2]/450
    - 工芸美術科 146[注釈 2]/150
    - 初等教育学科 280[注釈 2]/200
- 1987年
  - 4月1日 以下の学科を増設する[注 10]。
    - 経営情報学科 入学定員150名[35]

  - 5月1日 学生数[36]/定員
    - 服飾美術科 707[注釈 2]/600
    - 保健体育科 625[注釈 2]/600
    - 工芸美術科 164[注釈 2]/200
    - 初等教育学科 275[注釈 2]/200
    - 経営情報学科 165[注釈 2]/150
- 1992年
  - 5月1日 学生数[注 11]/定員
    - 服飾美術科 696[注釈 2]/600
    - 保健体育科 678[注釈 2]/600
    - 工芸美術科 281[注釈 2]/200
    - 初等教育学科 296[注釈 2]/200
    - 経営情報学科 395[注釈 2]/300
- 1995年
  - 4月1日 経営情報学科を経営情報コースと国際情報コースに分ける。
- 1997年
  - 4月1日 北海道女子大学短期大学部と改称、かつ学科名も以下の通り改称する💛。
    - 服飾美術科→服飾美術学科
    - 保健体育科→保健体育学科
    - 工芸美術科→工芸美術学科

  - 5月1日 学生数[39]/定員
    - 服飾美術科 495[注釈 2]/600
    - 保健体育科 648[注釈 2]/600
    - 工芸美術科 164[注釈 2]/200
    - 初等教育学科 258[注釈 2]/200
    - 経営情報学科 358[注釈 2]/300
- 1999年
  - 4月1日 工芸美術学科の学生募集をこの年度で最終とする[注 12]。
- 1999年
  - 5月1日 学生数[42]/定員
    - 服飾美術科 365[注釈 2]/600
    - 保健体育科 581[注釈 2]/600
    - 工芸美術科 126[注釈 2]/200
    - 初等教育学科 252[注釈 2]/200
    - 経営情報学科 279[注釈 2]/300
- 2000年
  - 4月1日 北海道浅井学園大学短期大学部と改称[41]。
  - 同 以下の学科について、入学定員減とする[41]。
    - 服飾美術学科 300→160
    - 経営情報学科 150→100
- 2001年
  - 5月29日 左記をもって工芸美術学科が正式に廃止となる[43]。
- 2002年
  - 3月31日 左記をもって専攻科の工芸美術専攻を正式に廃止とする[43]。
  - 4月1日 この年度で以下の学科についてそれぞれの学生募集を最終とする[注 13]。
    - 服飾美術科
    - 保健体育学科
    - 経営情報学科
- 2003年
  - 4月1日 この年度の入学生より服飾美術学科が保健体育学科、経営情報学科をそれぞれ編入開始して、以下の学科を改めて設置する[44]。
    - 人間総合学科 入学定員340名
- 2005年
  - 4月1日 浅井学園大学短期大学部と改称[45]。
  - 同 初等教育学科を子ども学科に改組[45]。
  - 同 人間総合学科の入学定員を340→300に減員[45]。
- 2006年
  - 4月1日 左記をもって以下の学科を正式に廃止とする[46]。
    - 服飾美術学科
    - 経営情報学科
- 2007年
  - 4月1日 北翔大学短期大学部と改称[47]。
  - 同 以下の学科を正式に廃止とする[47]。
    - 保健体育学科
    - 初等教育学科
- 2008年
  - 4月1日 人間総合学科の入学定員を300→150に減員[48]。
- 2011年
  - 4月1日 人間総合学科の入学定員を150→120に減員[49]。
- 2012年
  - 4月1日 人間総合学科をライフデザイン学科に名称変更し、入学定員を120→80に減員💛。
- 2014年
  - 4月1日 ライフデザイン学科の入学定員を80→50に減員[50]
- 2019年 北海道ドレスメーカー学院（学校法人浅井学園）と運営法人を分離
- 2022年
  - 4月1日 ライフデザイン学科の学生募集を最終とする[注 14]。

## 基礎データ

### 所在地
- 北海道江別市文京台23

### 交通アクセス
- JR函館本線大麻駅下車、徒歩15分。

## 教育および研究

### 組織

#### 学科
- こども学科 入学定員140名

##### 過去の学科体制
- 服飾美術学科 入学定員160名[注釈 8]→人間総合学科→ライフデザイン学科 入学定員50名[注 15]
- 保健体育学科 入学定員300名[注釈 8]
- 経営情報学科 入学定員110名[注釈 8]
- 初等教育学科→こども学科
- 工芸美術学科 入学定員100名[注 16]

#### 専攻科
- 服飾美術専攻 入学定員30名[1]
- 保健体育専攻 入学定員10名[1]
- 初等教育専攻 入学定員20名[1]
- 工芸美術専攻 入学定員10名[53]

#### 別科
- なし

##### 取得資格について
- 小学校教諭二種免許状・幼稚園教諭二種免許状・保育士資格がこども学科にて取得できる（コースにより異なる。複数の資格・免許状を希望する場合は、各コースのカリキュラムを組み合わせることが必要）
- 中学校教諭二種免許状
  - 家庭：人間総合学科服飾美術系（旧・服飾美術科[54]）にて取得できた。
  - 保健体育：人間総合学科スポーツ科学系（旧・保健体育科[54]）にて2011年度入学生まで取得できた。
  - 美術：過去にあった工芸美術学科にて設置されていた[55] 。
- 養護教諭二種免許状：人間総合学科養護保健系（旧・保健体育科養護コース[54]）にて取得できた。

#### 附属機関
- 生涯学習センター

### 研究
- 『北海道女子短期大学研究紀要』[56]
- 辻勉編/著『北海道経済論』北海道女子短期大学経営情報学科辻研究室[57]
- 『北海道女子大学短期大学部研究紀要』[58]ほか。

## 学生生活

### 部活動・クラブ活動・サークル活動
- 北翔大学短期大学部のクラブ活動
  - 体育系：ハンドボール・バレーボール・スキー・バドミントン・ソフトボール・スケートほか
  - 文化系：華道・茶道・絵本・吹奏楽ほか

### 学園祭
- 北翔大学短期大学部の学園祭は「清風祭」と呼ばれ例年、9月下旬に行われる。(現在は北翔大学と合同で7月下旬又は8月上旬に行われる。)

## 著名な関係者

### 大学関係者
学長
- 田所哲太郎：初代学長（1963年～1975年）
- 梶浦善次：2代学長（1975年～1987年）
- 古瀬卓男：3代学長（1987年～1992年）
- 渡邊進：4代学長（1992年～1995年）
- 浅井幹夫：5代学長（1995年～2005年）
- 遠藤知恵子：6代学長（2006年～2010年）
- 西村弘行：8代学長（2014年～2018年）
- 山谷敬三郎：9代学長（2018年～　）

教職員
- 杉岡品子：元専任講師。現在、北翔大学教授

### 出身者
- 紙智子：日本共産党参議院議員、工芸美術学科卒（北海道女子短期大学）
- 石黒彩：タレント・元モーニング娘。メンバー、服飾美術学科中退（北海道女子短期大学）
- 山岸凉子：漫画家、美術科卒（北海道女子短期大学）
- 水本香里：フリーアナウンサー（北海道女子短期大学）
- 渡部五月：柔道選手（北海道女子短期大学）
- 山田いずみ：元女子スキージャンプ選手
- あべみほ：タレント・グラビアアイドル、短期大学部人間総合学科、服飾美術系卒(北翔大学短期大学部)
- 田中温子：女子スキージャンプ選手
- 高田秋：ファッションモデル・タレント
- 松谷彼哉[59]：声優

## 大学の組織
- 北翔大学短期大学部には「淑萃会」と称した同窓会組織がある。これは、旧来の北海道女子短期大学以降の短大卒業生も含まれている。

## 施設

### キャンパス
- 浅井記念館が1987年に設置され、今では体育施設の役目を果たしている。
- スポーツ施設が多く、ソフトボール場・サッカー場・スキーロッジなどがある。
- キャンパス内には、メタセコイヤが植えられている。
- 「カレッジホールPAL」には、ブックストアー・北洋銀行キャッシュサービスコーナー・ダイニングルームなどがある。
- 図書館：白亜の建物となっており、所蔵資料数はおよそ100,000冊となっている。
- 大学生協はなく、カレッジホールPAL内にコンビニエンスストア形式のヤマザキＹショップや、学生食堂に代わるカフェテリアのhashi・Central CAFEが入居している。
- その他、マルチメディア施設や浅井学園資料室などがある。

## 対外関係

### 他大学との協定

#### 日本
- 放送大学[60]

#### アメリカ
- エンディコット大学
- マウントフッド・コミュニティカレッジ

#### カナダ
- レッドディア大学

#### 中国
- 哈爾濱学院
- 魯迅美術学院

#### 韓国
- 培花女子大学

### 系列校
- 北翔大学
- 専門学校北海道ドレスメーカー学院
- 旭川調理師専門学校
- 大麻幼稚園
- 第二大麻幼稚園

## 卒業後の進路について

### 編入学・進学実績
- 系列の北翔大学以外では、以下の実績がある。
  - 服飾美術学科：北海学園大学ほか
  - 保健体育学科
    - 体育コース：中京女子大学ほか
    - 養護教諭コース：

  - 経営情報学科：中央大学ほか
  - 初等教育学科：北海道教育大学・聖徳大学ほか
  - 工芸美術学科：